# Констансио, Виллиам Густаво
Виллиам Густаво Констансио (порт. William Gustavo Constancio; 9 января 1992, Лимейра, Сан-Паулу) — бразильский футболист, центральный защитник.

## Биография
В начале взрослой карьеры играл за малоизвестные бразильские клубы, выступавшие в чемпионатах штатов.
В июле 2015 года перешёл в португальский клуб «Академика» (Коимбра). Дебютный матч в высшем дивизионе Португалии сыграл 6 января 2016 года против «Браги», заменив на 41-й минуте Нванкво Обиору. Всего до конца сезона принял участие в шести матчах. С января 2017 года играл в третьем дивизионе Португалии за «Олейруш», провёл за полсезона 12 матчей, после чего вернулся в Бразилию.
В июле 2018 года перешёл в эстонский клуб «Нымме Калью». Дебютный матч в чемпионате Эстонии сыграл 22 июля 2018 года против «Транса». До конца сезона принял участие в 12 матчах и стал со своим клубом чемпионом Эстонии.
В июне 2019 года перешёл в армянский «Лори», но не сыграл там ни одного матча. В сентябре того же года перешёл в другой армянский клуб, «Ереван», и сыграл 4 матча в чемпионате Армении, однако во время зимнего перерыва клуб прекратил существование.